# Micul toboșar
Micul toboșar este un film românesc din 1982 regizat de Virgil Mocanu.